# Биновац
Биновац је насељено место града Смедерева у Подунавском округу. Према попису из 2022. има 357 становника (према попису из 2011. било је 428 становника). У селу се налази основна школа „Илија Милосављевић Коларац“.

## Историја
Биновац се налази југозападно од варошице Колара, у њеној непосредној близини. Судећи по топониму Манастириште који се налази северозападно од села, а где је по предању био манастир кога су Турци до темеља срушили, може се претпоставити да је овде и раније било насеље. Али о томе нема података, као што нема ни сигурних података о оснивању данашњег насеља. Први подаци о Биновцу постоје с почетка 19. века. У арачким списковима спомиње се Биновац који је имао 1818. године 15 кућа, а 1822. 18 кућа. Године 1846. село је имало 30 кућа, а по попису из 1921. г. Биновац је имао 109 кућа са 667 становника.
По предању, први колац су ударили у селу преци Делијокића (који данас имају разна презимена), непознатог порекла, досељени крајем 18. или почетком 19. века. У то време и нешто касније доселиле су се породице пореклом са Косова, из Рашке, Накучана, Старог Влаха, Црне Горе, Груже и Лепенице. У старе породице рачунају се и Суботићи (данас са разним презименима) чији је предак дошао из космајског Рајковца, затим Калаџићи (са разним презименима) старином из старог Влаха.
Биновац је до 1896. г. чинио једну општину са суседним Суводолом, када се одвојио и образовао самосталну општину. (подаци крајем 1921. године).

## Демографија
У насељу Биновац живи 370 пунолетних становника, а просечна старост становништва износи 45,4 година (44,3 код мушкараца и 46,5 код жена). У насељу има 90 домаћинстава, а просечан број чланова по домаћинству је 4,75.
Ово насеље је великим делом насељено Србима (према попису из 2002. године), а у последња три пописа, примећен је пад у броју становника.
|  |

| Демографија | Демографија | Демографија |
| Година      | Становника  | Становника  |
| ----------- | ----------- | ----------- |
| 1948.       | 827         |             |
| 1953.       | 857         |             |
| 1961.       | 848         |             |
| 1971.       | 769         |             |
| 1981.       | 732         |             |
| 1991.       | 720         | 644         |
| 2002.       | 444         | 514         |
| 2011.       | 428         |             |
| 2022.       | 357         |             |

| Етнички састав према попису из 2002.‍ | Етнички састав према попису из 2002.‍ | Етнички састав према попису из 2002.‍ | Етнички састав према попису из 2002.‍ | Етнички састав према попису из 2002.‍ |
| ------------------------------------ | ------------------------------------ | ------------------------------------ | ------------------------------------ | ------------------------------------ |
|                                      |                                      |                                      |                                      |                                      |
| Срби                                 | Срби                                 |                                      | 431                                  | 97,07%                               |
| Роми                                 | Роми                                 |                                      | 12                                   | 2,70%                                |
| Муслимани                            | Муслимани                            |                                      | 1                                    | 0,22%                                |
| непознато                            | непознато                            |                                      | 0                                    | 0,0%                                 |

| Година пописа     | 1948. | 1953. | 1961. | 1971. | 1981. | 1991. | 2002. |
| ----------------- | ----- | ----- | ----- | ----- | ----- | ----- | ----- |
| Број домаћинстава | 157   | 170   | 190   | 185   | 181   | 177   | 136   |

| Број чланова      | 1  | 2  | 3  | 4  | 5  | 6  | 7  | 8 | 9 | 10 и више | Просек |
| ----------------- | -- | -- | -- | -- | -- | -- | -- | - | - | --------- | ------ |
| Број домаћинстава | 34 | 34 | 12 | 12 | 20 | 12 | 10 | 2 | 0 | 0         | 3,26   |

| Пол    | Укупно | Неожењен/Неудата | Ожењен/Удата | Удовац/Удовица | Разведен/Разведена | Непознато |
| ------ | ------ | ---------------- | ------------ | -------------- | ------------------ | --------- |
| Мушки  | 187    | 51               | 113          | 17             | 6                  | 0         |
| Женски | 187    | 26               | 110          | 47             | 3                  | 1         |
| УКУПНО | 374    | 77               | 223          | 64             | 9                  | 1         |

| Пол    | Укупно                    | Пољопривреда, лов и шумарство | Рибарство                            | Вађење руде и камена | Прерађивачка индустрија       |
| ------ | ------------------------- | ----------------------------- | ------------------------------------ | -------------------- | ----------------------------- |
| Мушки  | 109                       | 67                            | 0                                    | 0                    | 16                            |
| Женски | 52                        | 37                            | 0                                    | 0                    | 4                             |
| УКУПНО | 161                       | 104                           | 0                                    | 0                    | 20                            |
| Пол    | Производња и снабдевање   | Грађевинарство                | Трговина                             | Хотели и ресторани   | Саобраћај, складиштење и везе |
| Мушки  | 1                         | 3                             | 2                                    | 2                    | 6                             |
| Женски | 1                         | 0                             | 6                                    | 0                    | 1                             |
| УКУПНО | 2                         | 3                             | 8                                    | 2                    | 7                             |
| Пол    | Финансијско посредовање   | Некретнине                    | Државна управа и одбрана             | Образовање           | Здравствени и социјални рад   |
| Мушки  | 0                         | 0                             | 4                                    | 1                    | 3                             |
| Женски | 0                         | 0                             | 0                                    | 2                    | 1                             |
| УКУПНО | 0                         | 0                             | 4                                    | 3                    | 4                             |
| Пол    | Остале услужне активности | Приватна домаћинства          | Екстериторијалне организације и тела | Непознато            | Непознато                     |
| Мушки  | 1                         | 0                             | 0                                    | 3                    | 3                             |
| Женски | 0                         | 0                             | 0                                    | 0                    | 0                             |
| УКУПНО | 1                         | 0                             | 0                                    | 3                    | 3                             |

## Коришћена Литература
- Извор Монографија Подунавске области 1812-1927 саставио Др, Владимир Марган бив. Председник Обласног одбора Комесар Обласне Самоуправе, објавјено (1927 г.)„Напредак Панчево,,
- „Летопис“: Подунавска места и обичаји Марина (Беч 1999 г.).

Летопис период 1812 – 2009 г. Саставио од Писаних трагова, Летописа, по предању места у Јужној Србији, места и обичаји настанак села ко су били Досењеници чиме се бавили мештани
- Напомена

У уводном делу аутор је дао кратак историјски преглед овог подручја од праисторијских времена до стварање државе Краљевине Срба, Хрвата и Словенаца. Највећи прилог у овом делу чине ,»Летописи« и трудио се да не пропусти ниједну важну чињеницу у прошлости описиваних места.
Иначе Монографија Подунавске области (Панчево, 1929 г.) коју је саставио др Владимир Марган сачињена је од три дела и представља и данас једно од незаобилазних дела за проучавање Србије и Баната.